# Monte Buckner
Il monte Buckner (in inglese Buckner Mountain o Mount Buckner) è una vetta compresa nella catena delle Cascate, localizzata nello stato del Washington e altresì nella riserva integrale di Stephen Mather, nel parco nazionale delle North Cascades. Con i suoi 2778 m s.l.m., è la maggiore cima della contea di Skagit e una delle circa dieci vette non vulcaniche di Washington oltre i 2743 m (9000 piedi) di altezza. È classificata come la 14ª cima più alta dello stato e la terza del parco nazionale delle North Cascades.

## Descrizione
La montagna ha due cime con un'elevazione quasi pari, le quali appaiono separate da una cresta di poche centinaia di metri. Le fonti differiscono in merito all'altezza esatta della vetta sudoccidentale. L'attuale quadrilatero dell'indagine geologica degli Stati Uniti mostra che la vetta sud-ovest ha un'altezza tra 2767 e 2779 m. Secondo peakbagger.com, il picco sudoccidentale è il maggiore (2778 m), basato sull'analisi dei pixel di Edward Earl dell'altezza del picco come derivata da una fotografia digitale. Si concorda che la vetta nordorientale, più ampia, misuri 2777 m. Il noto scalatore Fred Beckey afferma nei suoi libri della Cascade Alpine Guide che la vetta del sud-ovest è di due piedi più alta, ma non fornisce alcuna fonte per supportare tale affermazione e fu forse frutto di una testimonianza orale, poiché Beckey non ha mai raggiunto la vetta del Buckner. La maggioranza degli alpinisti visita la vetta sud-ovest poiché è arrivata inizialmente tramite il percorso standard del bacino a ferro di cavallo.
Il Buckner ha una prominenza topografica pari a 925 m. La vetta maggiore più vicina è il monte Goode, situato 6,65 km a est.
Il monte Buckner si trova al confine tra le contee di Chelan e Skagit. È collegato al monte Sahale a Horseshoe Peak e a Boston Peak a ovest da Ripsaw Ridge, che segna il confine della contea per diversi chilometri. Il passo di Cascade si trova non troppo distante a sud del monte Sahale. Il ghiacciaio Boston, primo tra tutti quelli situati nelle North Cascades, copre l'intera regione a nord di Ripsaw Ridge. A sud di tale punto, il terreno si sviluppa nel vasto bacino a ferro di cavallo, da cui scorrono alcuni affluenti del fiume Stehekin. Lunghe e alte creste si estendono da Buckner Mountain a est fino al passo del torrente Park e a sud fino al monte Booker e a Park Creek Ridge. Altri ghiacciai vicino al monte includono il Thunder, a nord, e il Buckner, a sud.
Il monte Buckner segna il confine tra lo spartiacque dello Skagit, a ovest, e lo spartiacque del Columbia, a est, i cui affluenti di quest'ultimo sono il fiume Chelan, il lago omonimo e il fiume Stehekin.
Il monte Buckner deve il nome a Henry Freeland Buckner, che all'inizio del XX secolo gestiva una società mineraria la quale aveva crediti nel bacino a ferro di cavallo, a sud-ovest della vetta.

## Clima

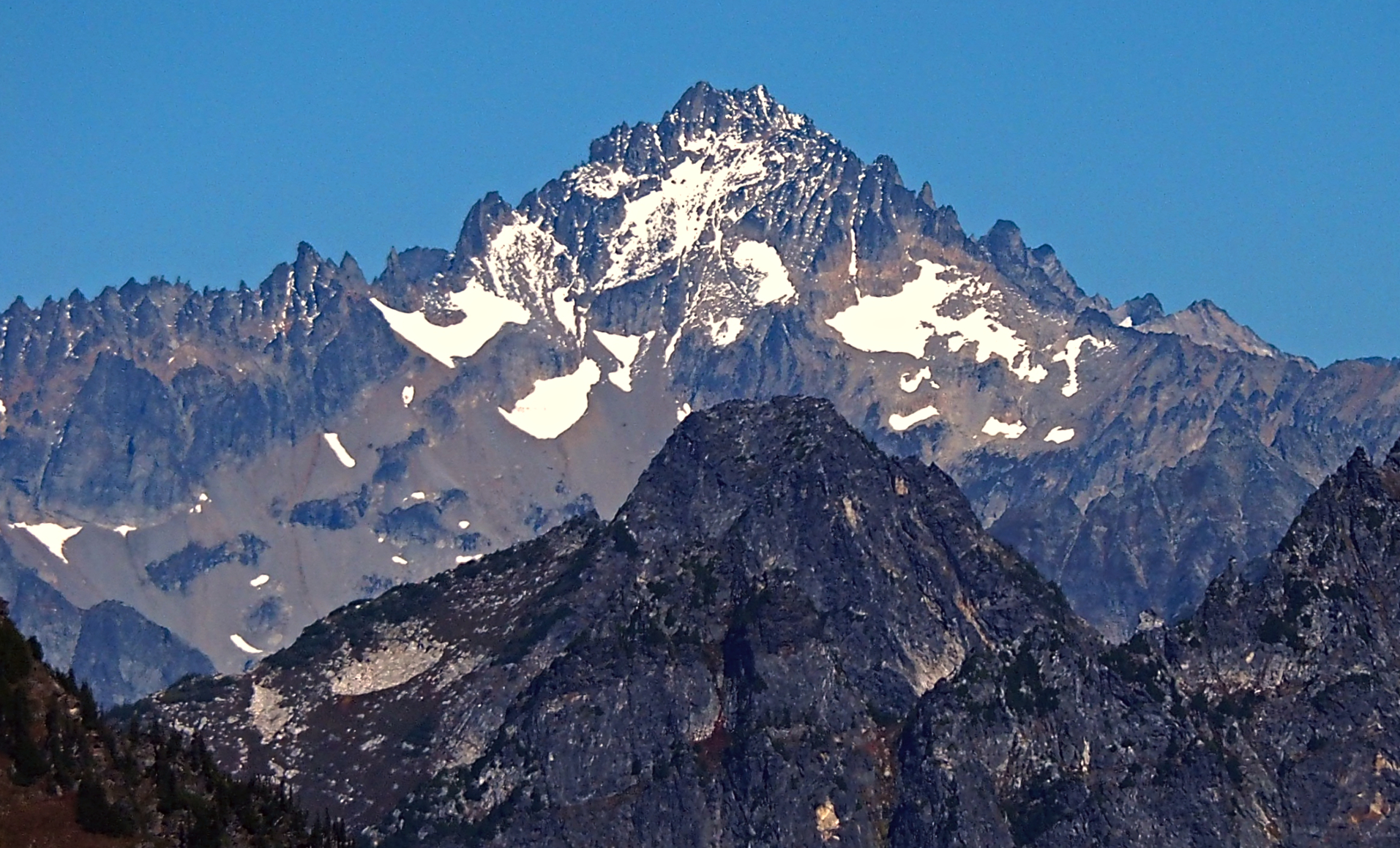
Il Buckner visto da sud-ovest

Le precipitazioni sul Logan si devono, come nell'intera catena delle Cascate, a masse d'arie umide dell'oceano Pacifico sospinte dai venti prevalenti di ovest. Quando queste si scontrano con l'enorme rilievo, tendono poi a riversarsi principalmente sul versante occidentale per il fenomeno dell'ombra pluviometrica. Di conseguenza, il lato ovest delle North Cascades vede forti precipitazioni, soprattutto durante i mesi invernali sotto forma di nevicate. Durante i mesi invernali, il tempo è generalmente nuvoloso, ma, a causa delle perturbazioni di alta pressione sull'Oceano Pacifico che si intensificano durante i mesi estivi, spesso c'è poca o nessuna copertura nuvolosa durante l'estate.

## Geologia

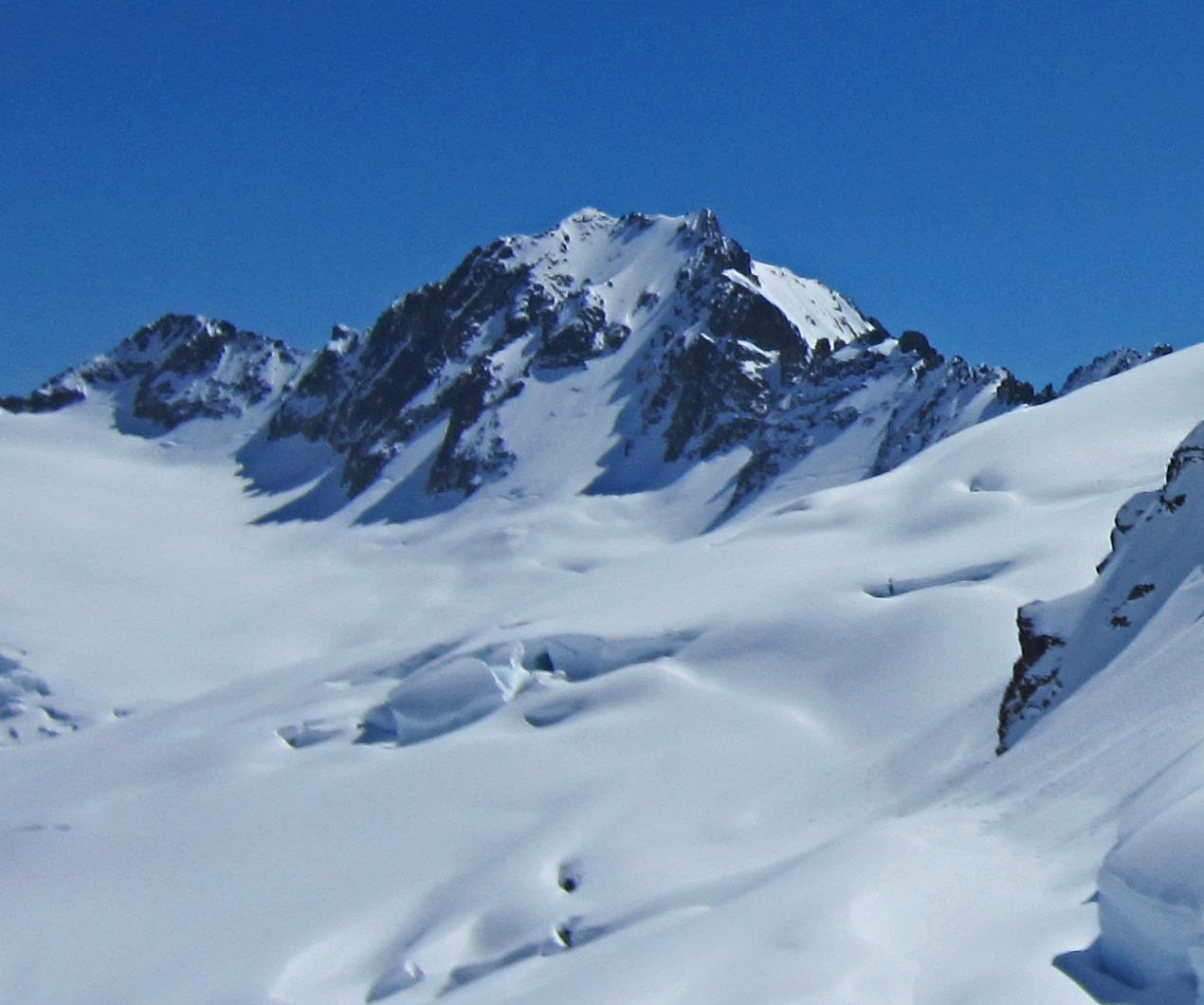
Il ghiacciaio Boston visto da nord

Le North Cascades presentano alcune delle topografie più irregolari della catena delle Cascate, con picchi scoscesi, irte creste e profonde valle glaciali. Gli eventi geologici verificatisi svariati millenni fa hanno contribuito a creare la topografia odierna e i drastici cambiamenti di elevazione sulla catena delle Cascate hanno generato le conseguenti differenze in termini climatici tra i versanti est ed ovest del gruppo montuoso. Grazie a tali fattori, è stato comunque possibile per più numerose specie vegetali attecchire in tale regione.
L'arco vulcanico delle Cascate appare direttamente sopra una zona di subduzione, quella della Cascadia. L'episodio che segnò l'origine della maggior parte della catena delle Cascate cominciò 36 milioni di anni fa. Il resto della placca Farallon viene chiamata Juan de Fuca. In concomitanza con la diminuzione dell'attività vulcanica, durante il Miocene (17-12 milioni di anni fa), quantità colossali di basalto si riversarono nell'attuale bacino del Columbia. Con la separazione simultanea della placca Explorer e l'ispessimento della zona di subduzione, l'angolo del piano di Wadati-Benioff aumentò. L'attrito si fece più intenso, il rilievo aumentò e il vulcanesimo riprese.
Durante il Pleistocene, ovvero oltre due milioni di anni fa, la glaciazione smise di avanzare e si ritirò continuando a deformare il paesaggio, lasciando depositi di detriti rocciosi. La sezione trasversale a forma di "U" delle valli fluviali è conseguenza della recente glaciazione. La prosecuzione dell'orogenesi e la presenza di faglie in combinazione con le ultime glaciazioni risultano i principali responsabili delle caratteristiche geomorfologiche assunte dalle alte vette e dalle profonde valli dell'area delle North Cascades.

## Attività ricreative
Il monte Buckner è una delle alte vette più accessibili del Washington, essendo situata appena ad est del passo di Cascade e un sentiero ben preservato. Il ghiacciaio Boston, sulla parete settentrionale del monte, è diventato una delle vie di arrampicata più conosciute delle North Cascades.